# Tetjana Rud
Tetjana Rud (ukrainisch Тетяна Рудь; * 5. Dezember 1977 in Sumy) ist eine ukrainische Biathletin.
Tetjana Rud, Studentin aus Sumy, betreibt seit 1993 Biathlon. Sie wurde 1997 bei den Junioren-Weltmeisterschaften in Forni Avoltri Siegerin des Einzelwettbewerbs und belegte im Sprint den zehnten Platz. Zwei Jahre später startete die Ukrainerin bei den Biathlon-Weltmeisterschaften von Kontiolahti. Sie wurde 40. im Sprint, 33. in der Verfolgung und gute Fünfte mit der Staffel. Bestes Ergebnis bei der Europameisterschaft 2000 in Zakopane war ein achter Platz mit der Staffel, bestes Ergebnis 2001 in Haute-Maurienne Platz 35 im Einzel.
Ihr Weltcup-Debüt gab Rud 1996 als Sprint-72. in Östersund. In den folgenden Saisonen konnte sie sich kontinuierlich steigern und erreichte 1998 in Osrblie als Fünfte mit der Staffel ein erstes sehr gutes Ergebnis, das sie kurz darauf in Oberhof um einen Rang verbessern konnte. Auch ihr bestes Ergebnis 1999, als Zweitplatzierte in Lake Placid, erreichte Rud mit der Staffel. Bei der folgenden Weltcupstation in Valcartier gewann die Athletin als 25. erstmals Weltcuppunkte. Dieses Ergebnis konnte sie in einem Einzelrennen nur noch einmal übertreffen. Im Einzel von Osrblie wurde sie 1999 15. Nach 2000 setzte sie eine Saison lang aus.  Seit 2003 wurde Rud vor allem im Biathlon-Europacup eingesetzt und kam für längere Zeit nur noch sporadisch – 2002 und 2004 – im Weltcup zum Einsatz. Ihr bestes Ergebnis im Europacup war Platz drei in der Verfolgung von Nové Město im Jahr 2007. Seit 2007 gehört Rud auch wieder zum ukrainischen Kader für den Weltcup, wo sie auch regelmäßig zum Einsatz kommt. Bei den Weltmeisterschaften in Sommerbiathlon 2007 auf Skirollern in Otepää gewann Rud hinter der Finnin Kaisa Mäkäräinen die Silbermedaille in der Verfolgung, nachdem sie zuvor schon Bronze im Sprint gewonnen hatte.

## Biathlon-Weltcup-Platzierungen
Die Tabelle zeigt alle Platzierungen (je nach Austragungsjahr einschließlich Olympische Spiele und Weltmeisterschaften).
- 1.–3. Platz: Anzahl der Podiumsplatzierungen
- Top 10: Anzahl der Platzierungen unter den ersten zehn (einschließlich Podium)
- Punkteränge: Anzahl der Platzierungen innerhalb der Punkteränge (einschließlich Podium und Top 10)
- Starts: Anzahl gelaufener Rennen in der jeweiligen Disziplin

| Platzierung                      | Einzel | Sprint | Verfolgung | Massenstart | Staffel | Gesamt |
| -------------------------------- | ------ | ------ | ---------- | ----------- | ------- | ------ |
| 1. Platz                         |        |        |            |             |         |        |
| 2. Platz                         |        |        |            |             | 1       | 1      |
| 3. Platz                         |        |        |            |             |         |        |
| Top 10                           |        |        |            |             | 5       | 5      |
| Punkteränge                      | 1      | 1      |            |             | 9       | 11     |
| Starts                           | 8      | 27     | 14         |             | 9       | 58     |
| Stand: nach der Saison 2009/2010 |        |        |            |             |         |        |